# Nicolas Antoine van Arberg

Familiewapen Van Arberg

Nicolas Antoine van Arberg (Nijvel, 20 juli 1736 - Brussel, 17 september 1813) (ook: Nicolaas Antonius van Arberg of d'Arberg), uit de adellijke familie Van Arberg (niet te verwarren met de prinselijke familie van Arenberg), was een militair bevelhebber en hoveling bij de gouverneurs-generaal in de Zuidelijke Nederlanden.

## Levensloop

### Afstamming en familie
D'Arberg was de zoon van graaf Nicolaas Maximiliaan van Arberg (1691-1767) en zijn tweede vrouw gravin Henriette du Han de Martigny (1710-1742), die een jeugdvriendin was van landvoogd Karel van Lotharingen. Ze stierf in het kinderbed toen ze haar negende kind ter wereld bracht.
Verschillende van de broers van Nicolas werden officier, terwijl zijn broer Charles priester werd en bisschop van Ieper.

### Militaire loopbaan
Op zijn dertiende werd Nicolas ingelijfd in het regiment dat toebehoorde aan zijn oom Charles-Antoine d'Arberg. Drie jaar later was hij kapitein en nam hij deel aan de Zevenjarige Oorlog tegen Pruisen. In 1756 was hij in Bohemen, in april 1757 vocht hij bij Praag, twee maanden later nam hij deel aan de veldslag van Kolin en in september aan die van Holzberg. In november veroverde hij aan het hoofd van zijn troepen Schmiedefeld, wat mee leidde tot de inname van Breslau.
Hij was 22 toen hij tot majoor werd bevorderd. In 1762 was hij luitenant-kolonel, in 1773 kolonel-bevelhebber in het regiment van de prins de Ligne, en in 1773 generaal-majoor. Van 1776 tot 1779 was hij militair bevelhebber van Bergen.

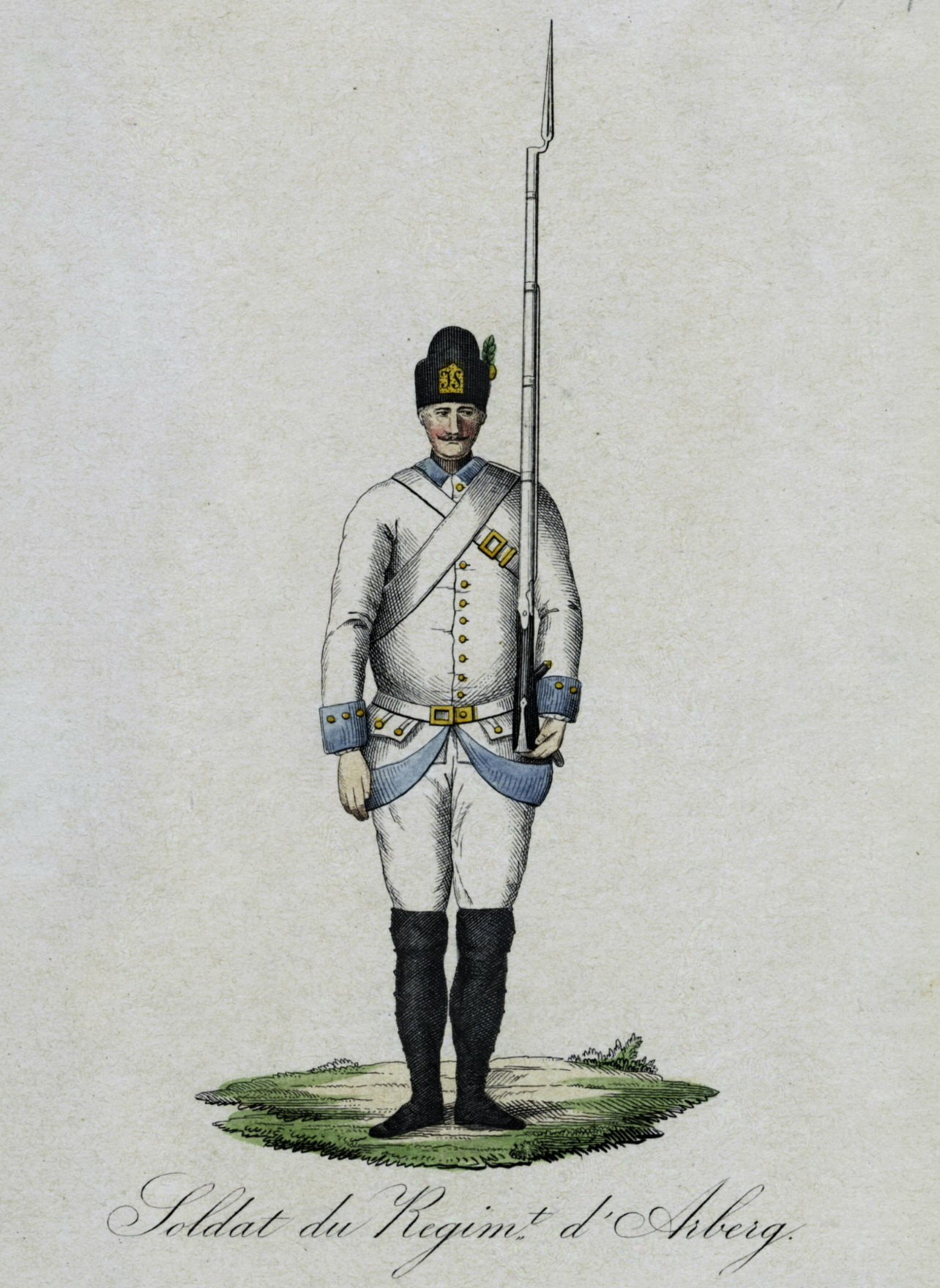
Soldaat van het régiment d'Arberg in 1791 (collectie New York Public Library)

In 1779 verwierf hij in eigendom het 55e Waalse infanterieregiment van het Oostenrijkse leger, ofwel het dragonderregiment van Saint-Ignon, en herdoopte het tot régiment d'Arberg. In 1784 werd hij veldmaarschalk. Hij werd tweede in bevel over alle troepen in de Oostenrijkse Nederlanden, onder het opperbevel van graaf Richard d'Alton.
In de prerevolutionaire periode van 1787-1788 werkte Arberg zich in de belangstelling door het oplossen van de opstand van de seminaristen van het jozefitisch seminarie in Leuven. Begin 1787 omsingelde hij het seminarie met 4.000 soldaten, maar toen hij de discussie aanvatte met een delegatie van de opstandelingen, liet hij zich door hun argumenten overtuigen en trok zijn troepen terug. Dankzij zijn behendigheid, werd de opstand beëindigd.
Door het toegenomen krediet dat hij had verworven, werd hij door de keizer benoemd tot grootbaljuw van Henegouwen, voornaamste functie in deze provincie. Hij ontmoette er vijandigheid want hij kwam er in opvolging van de zeer populaire en aan de kant geschoven hertog Engelbert van Arenberg. Het kwam tot een regelrechte opstand vanwege de provinciale staten die weigerde de belastingen goed te keuren en ook vanwege de bevolking tegen de wijzigingen die de keizer wilde opleggen. Die was daarover zo woedend dat hij de Staten ontbond en alle macht aan de hoogbaljuw toevertrouwde. Dit moest onafwendbaar op revolutie uitmonden.
Toen die revolutie in 1789 uitbrak, kreeg Arberg opdracht om met zijn troepen naar Gent op te rukken om de aanval van de patriotten af te slaan. Vanuit het Spanjaardenkasteel liet hij de stad beschieten, maar hij kon niet verhinderen dat de Vier Dagen van Gent een nederlaag voor de Oostenrijkers werden. In de nacht van 16 op 17 november 1789 vertrok hij met zijn troepen uit Gent. Ondanks de inspanningen die hij had geleverd, waarbij hij zelf gewond was geraakt, viel hij in ongenade bij de keizer. Hij werd verzocht zich uit legeractiviteiten terug te trekken en verkocht dan ook zijn regiment aan graaf de Baillet-Latour.
Het werd een moeilijke tijd voor Arberg. Hij was met zijn troepen moeten wijken tot in Aarlen. Zijn vrouw was op de vlucht met de vijf minderjarige kinderen. Zijn kasteel in Woelingen werd geplunderd. Hij nam zijn intrek in het kasteel van zijn broer de bisschop en alhoewel hij niet meer in dienst stond van de keizer, werd hij in mei 1790 door de Belgische patriotten opgepakt.
Na de terugkeer van de Oostenrijkers in 1790 werd hem het hoogbaljuwschap niet meer teruggegeven. Bij de tweede terugkeer van de Oostenrijkers in 1793 werd hij volledig genegeerd. Toen de Oostenrijkse Nederlanden in de Franse republiek werden ingelijfd, leefde hij teruggetrokken op zijn kasteel van Woelingen. Onder het keizerrijk zou hij zijn lot en dat van zijn familie volledig aan keizer Napoleon verbinden.

### Hoveling te Brussel
Vanaf 1768 deed Arberg zijn intrede aan het Hof in Brussel waar hij kamerheer werd, erefunctie die hem, net zoals aan zijn vader en grootvader, werd toebedeeld.
In 1785 kreeg hij de derde belangrijkste functie, die van 'grootmeester der keukens'. De volledige intendentie die te maken had met het voeden van een uitgebreide hofhouding viel hiermee onder zijn bevoegdheid.
Na de eerste terugkeer van de Oostenrijkers in 1791 kreeg hij een iets minder prestigieuze maar belangrijke functie aan het Hof, die van 'grand écuyer', waarbij het hofpersoneel onder hem ressorteerde. Bij de tweede terugkeer van de Oostenrijkers in 1793 werd hij helemaal aan de dijk gezet.

### Heer van Elsloo en Helmond
D'Arberg was heer van Elsloo van 1767 tot 1795 en heer van Helmond van 1767 tot 1781.

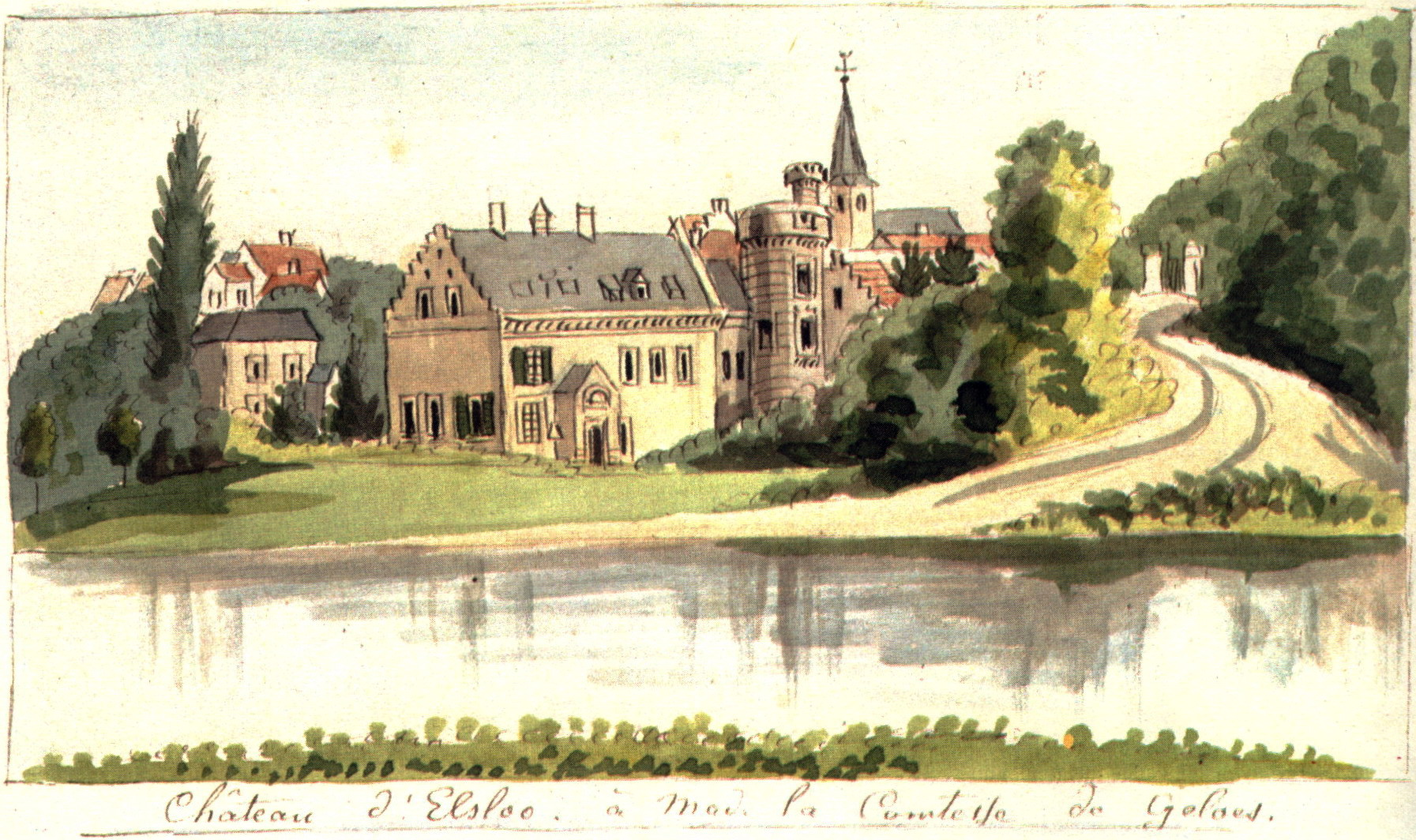
Kasteel Elsloo aan de Maas, getekend door Philippe van Gulpen, midden 19e eeuw

In 1786 deed zich een conflict voor tussen Van Arberg, als heer van Elsloo, en de toenmalige rentmeester van Staats-Overmaas, Willem Hendrik van Panhuys (1734-1808). Deze laatste was van mening dat Elsloo krachtens de bepalingen in het Verdrag van Fontainebleau (1785) tot de Republiek der Zeven Verenigde Nederlanden behoorde. Van Arberg dacht daar anders over en weigerde de eed van trouw aan de Republiek af te leggen. Hij riep de bevolking bijeen voor de ingang van de kerk en betoogde daar dat Elsloo vanouds een vrije rijksheerlijkheid was en dat de bepalingen van het Verdrag van Fontainebleau hier dus niet golden. Van Arberg werd onder anderen gesteund door de bekende Maastrichtse advocaat Charles Roemers. Nadat de rechtsgeleerde A.L Pélerin had uitgeplozen dat Elsloo weliswaar geen onderdeel was van het land van Valkenburg, maar er juridisch wel degelijk aan ondergeschikt was, gooide Van Arberg het over een andere boeg en probeerde hij tevergeefs de heerlijkheid aan de Republiek te verkopen. De controverse sleepte zich voort tot de komst van de Fransen in 1794, waardoor de zaak irrelevant werd.
Met de komst van de Fransen in Elsloo kwam ook daar een einde aan het ancien régime. Bij de inlijving van het Luiks-Limburgse Maasland in de Eerste Franse Republiek een jaar later, verloor Nicolas de heerlijke rechten over Elsloo, hoewel hij wel op het kasteel bleef wonen. In 1818, enkele jaren na zijn dood, werd Kasteel Elsloo verkocht aan de familie De Geloes.
In 1767 was Van Arberg, door een gift onder levenden van zijn vader, tevens heer van Helmond geworden. Op 17 april 1768 deed hij zijn blijde intrede en ontving hij vanwege zijn onderhorigen een bedrag van 500 ponden als welkomstgeschenk. Nicolas beschouwde de heerlijkheid Helmond alleen als inkomstenbron, want hij verbleef er nooit. Het kasteel takelde af en werd overladen met hypotheken voor leningen die andere schulden moesten vereffenen. De inkomsten van de heerlijkheid gingen sterk achteruit en toen in 1778 ook de hoge jurisdictie werd afgenomen en Arberg verwikkeld geraakte in een jarenlang proces hierover met de procureur-generaal in Den Haag, verkocht hij Helmond in 1781 aan Carel Frederik I Wesselman, een rijke Hollandse patriciër en muntmeester te Utrecht.

### Vrijmetselaar
Nicolas d'Arberg werd in 1763 lid van de loge 'La Parfaite Harmonie' in Bergen, waarvan François Bonaventure Joseph du Mont, markies de Gages in 1765 de achtbare meester werd. In 1770 werd De Gages door de Engelse grootloge aangesteld tot provinciaal grootmeester van de loges in de Oostenrijkse Nederlanden en werd Arberg zijn substituut-grootmeester. De archieven tonen aan dat hij, omwille van zijn talrijke bezigheden, zelden op logebijeenkomsten aanwezig was. In 1773 diende hij ontslag in en werd hij ere-substituut-grootmeester.

## Huwelijk en nageslacht

### Huwelijk met prinses van Stolberg
Arberg trouwde op 6 november 1774 met de twintig jaar jongere prinses Françoise van Stolberg-Gedern (1756-1836) uit het Huis Stolberg-Gedern, die afstamde van Juliana van Stolberg. Haar vader was prins Gustaaf Adolf van Stolberg-Gedern (1722-1757), die in 1757 in de slag bij Leuthen sneuvelde. Na de dood van haar vader, bleef haar moeder, Elisabeth de Hornes (1733-1825), met haar vier nog zeer jonge dochters zonder veel bezit achter. Keizerin Maria Theresia nam de dochters onder haar bescherming en verleende aan drie van hen een prebende van kanunnikes aan het adellijke kapittel van Sainte-Waudru in Bergen. De oudste zuster, Louise van Stolberg-Gedern (1752-1824), trouwde in 1771 met de Engelse troonpretendent Karel Eduard Stuart. Een andere zus, Louise van Stolberg, trouwde in hetzelfde jaar met Charles, hertog van Berwick (1752-1787).
Françoise van Stolberg-Gedern werd hofdame bij de aartshertogin en landvoogdes Christine van Saksen-Teschen, dochter van keizerin Maria Theresia en zuster van de Franse koningin, Marie Antoinette. Vanaf de Franse tijd leefde het echtpaar merendeels gescheiden: hij in Brussel, Woelingen en Elsloo; zij in Parijs en op het kasteel van Malmaison. Daar was ze een van de voornaamste hofdames van de Franse keizerin Joséphine de Beauharnais (1763-1814), echtgenote van Napoleon Bonaparte, die ze ook na de echtscheiding van die twee trouw bleef tot haar dood.

### De kinderen Arberg
Het echtpaar Van Arberg-Van Stolberg-Gedern kreeg vijf kinderen, van wie de jongste de volwassenheid niet bereikte:
1. Charles-Philippe Alexander van Arberg, graaf van Arberg en Valangin (Bergen, 1776 - Brussel[2], 18 mei 1814), militair en onder andere kamerheer van keizer Napoleon Bonaparte. Bij zijn dood was hij ongehuwd, maar liet hij twee zoons achter van zijn minnares Marie-Louise Chorn (1771-1862), die hij door zijn plotselinge dood niet officieel erkend had. In het koninkrijk België zouden ze later in de adelstand worden opgenomen, de een als 'ridder van Saint-Charles', de ander, Adolphe de Neuchatel, als 'ridder van Neuchatel'.
2. Louise Caroline van Arberg (1779-1852), hofdame aan het Franse keizerlijk hof. Met een keizerlijke bruidsschat begiftigd, trouwde ze in 1805 met generaal Dominique Klein (1762-1845), comte de l'Empire en vertrouweling van Napoleon. Onder het herstelde koninkrijk werd hij pair van Frankrijk.
3. Félicité Caroline Honorine van Arberg (1783-1860), hofdame, verkreeg eveneens een keizerlijke bruidsschat, gehuwd met George Mouton de Lobeau (1770-1838), comte de l'Empire en maarschalk van Frankrijk, later hoofd van de Garde Nationale in Parijs. Hij geldt als de eerste die brandweerspuiten inzette tegen demonstranten.
4. Josephine van Arberg (1786-1838), bleef ongehuwd.
5. Gustave van Arberg (1787-1791).